# Petit-Appeville
Petit-Appeville is een dorp in de Franse kustgemeente Hautot-sur-Mer in het departement Seine-Maritime in Normandië. Het dorp ligt in het oosten van de gemeente, ruim anderhalve kilometer ten noordoosten van het dorpscentrum van Hautot en nabij de grens met Dieppe.
Ten westen van Petit-Appeville stroom de Scie, die zo'n twee kilometer ten noordwesten van Petit-Appeville uitmondt in het Kanaal. Net ten zuidwesten van Petit-Appeville ligt op linkeroever van de Scie het gehucht Bas d'Hautot, waarvan de bebouwing aansluit op die van Petit-Appeville.

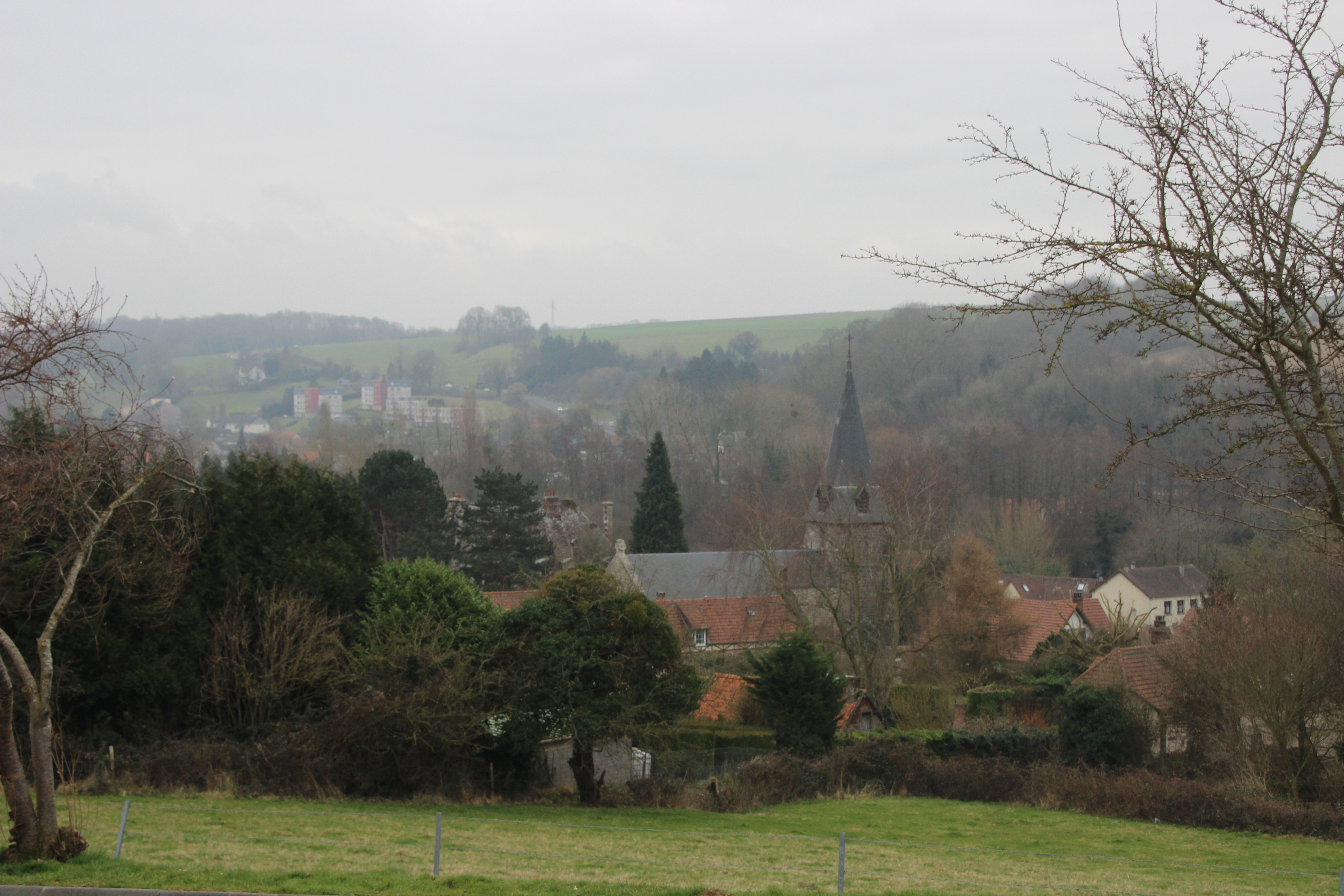
Petit-Appeville

## Geschiedenis
Op de 18de-eeuwse Cassinikaart is het plaatsje aangeduid als Appeville, met net ten zuidwesten Bas Hottot.
Op het eind van het ancien régime op het eind van de 18de eeuw, toen de gemeenten werden gecreëerd, werd Appeville-le-Petit een gemeente, waartoe ook het gehucht Le Plessis behoorde. In 1822 werd de gemeente echter opgeheven en met het naburige Pourville toegevoegd aan de gemeente Hautot-sur-Mer.

## Bezienswaardigheden
- De Église Saint-Rémi uit de 16de eeuw. De kerk raakte beschadigd in 1752 door een brand, en werd ook getroffen tijdens de Tweede Wereldoorlog. De klokkentoren werd in 1947 ingeschreven als monument historique.

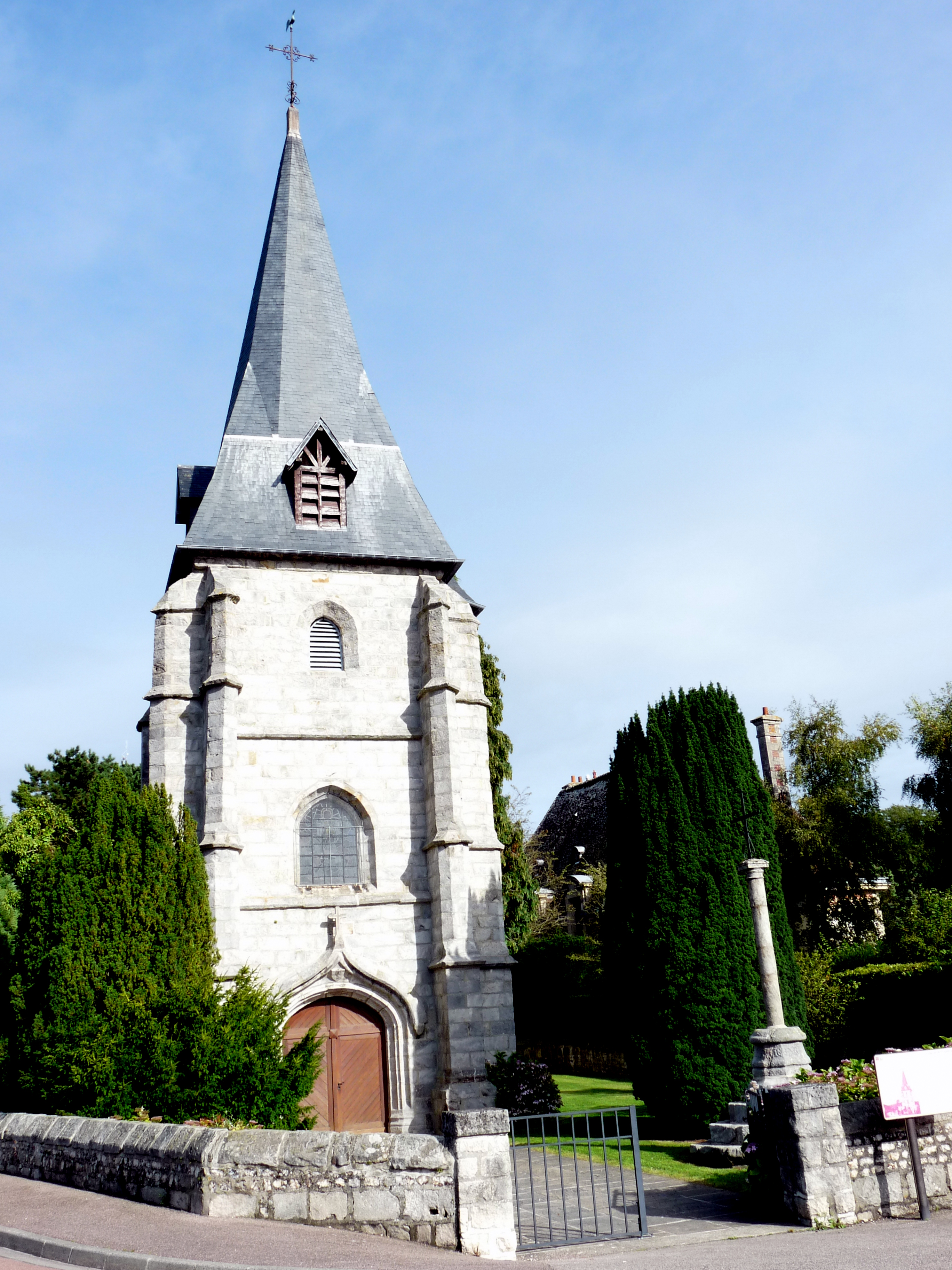
Église Saint-Rémi

## Verkeer en vervoer
Ten zuiden van Petit-Appeville, ter hoogte van het gehucht Le Plessis, bevond zich vroeger het station Petit-Appeville.

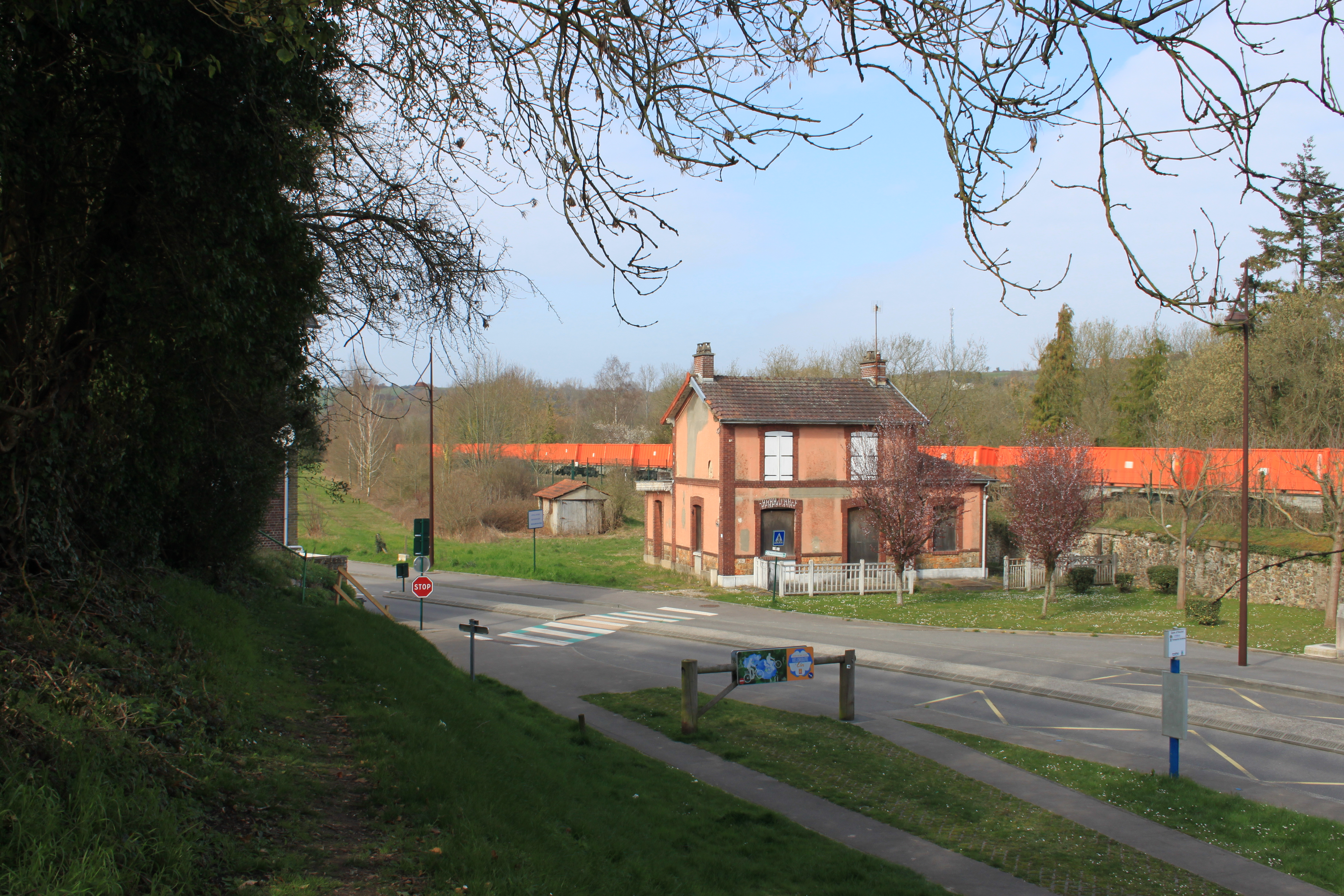
Voormalig spoorstation Petit-Appeville

Bas d'Hautot · Hautot-sur-Mer · Petit-Appeville · Le Plessis · Pourville-sur-Mer